# Wizna (gmina)
Wizna est une gmina rurale du powiat de Łomża, Podlachie, dans le Nord-Est de la Pologne. Son siège est le village de Wizna, qui se situe à environ 21 km à l'est de Łomża et 54 km à l'ouest de la capitale régionale Białystok.
La gmina couvre une superficie de 133,05 km2 pour une population de 4 313 habitants.

## Géographie
La gmina inclut les villages de Boguszki, Bronowo, Janczewo, Jarnuty, Kokoszki, Kramkowo, Lisno, Małachowo, Męczki, Mrówki, Nart, Nieławice, Niwkowo, Nowe Bożejewo, Podkosacze, Ruś, Rusiniec, Rutki, Rutkowskie, Sambory, Sieburczyn, Srebrowo, Stare Bożejewo, Wierciszewo, Witkowo, Wizna, Włochówka et Zanklewo.
La gmina borde les gminy de Jedwabne, Łomża, Piątnica, Rutki, Trzcianne et Zawady.

## Histoire
Durant l'invasion de la Pologne, la bataille de Wizna se déroula dans les environs.

## Personnalités liées
- Urke Nakhalnik (1897-1939), écrivain de livres sur le milieu criminel juif polonais, y est né.